# Алекс Озеров
Алекс Озеров (нар. 1992) — канадський актор українсько-російського походження. Найбільше він відомий своєю грою в короткометражному фільмі Pyotr495, за який він отримав нагороду Canadian Screen Award за найкращу головну роль у цифровій програмі чи серіалі на 7-й церемонії Canadian Screen Awards.

## Раннє життя
Народився у м. Тула в Росії. У дитинстві він жив у Гарболово, військовому містечку під Санкт-Петербургом, оскільки його батько був десантником в армії. Його батьки розлучилися, коли йому було шість років, і він жив у матері в Англії та у батька в Україні. Переїхав до м. Кітченер, Онтаріо, коли йому було тринадцять років після того, як його мати познайомилася з канадцем. Пізніше сім'я оселилася в Торонто.

## Кар'єра
Він зіграв кілька невеликих ролей на телебаченні, перш ніж отримати свою першу головну роль Тревора у фільмі «Дрозд» 2012 року. Відтоді він знявся у фільмах «Керівництво», «Що ми маємо», «Кокосовий герой» і «Наташа», а також у телевізійних серіалах «Укушений», «Чудний», «Американці», «Чорна сирітка», «Кардинал» і «Інше життя».

## Особисте життя
У 2021 році він одружився з Сідні Мейер, своєю партнеркою по серіалу «Слешер: Плоть і кров».